# Cuitlauzina
Cuitlauzina é um género botânico pertencente à família das orquídeas (Orchidaceae).

## Lista de espécies
| - Cuitlauzina candida (Lindl.) Dressler & N.H. Williams (2003) - Cuitlauzina convallarioides (Schltr.) Dressler & N.H. Williams (2003) - Cuitlauzina egertonii (Lindl.) Dressler & N.H. Williams (2003) - Cuitlauzina pendula Lex. in P.de La Llave & J.M.de Lexarza (1825) - Cuitlauzina pulchella (Bateman ex Lindl.) Dressler & N.H. Williams (2003) |